# ヴェーゲー・リスタ
ヴェーゲー・リスタ（ノルウェー語: VG-lista）は、ノルウェーの音楽チャート。これは『ヴェルデンス・ガング』紙で毎週発表される。これはノルウェーの音楽チャートとしては最も重視されており、国内・国外のシングル・アルバムを扱っている。元となるデータはニールセン・サウンドスキャン・インターナショナルが集計し、ノルウェーの約100の店舗における売上に基づいている。シングル・チャートは1958年の第42週にトップ10として始まり、1995年第5週にトップ20に拡大された。アルバム・チャートは1967年第1週にトップ20として始まり、やはり1995年第5週にトップ40へ拡大された。

## チャート
毎週発表されるチャートは次の通り。
- Topp 20 Singles
- Topp 40 Albums
- Topp 10 Samlealbums (compilation albums)
- DVD Audio
- Topp 10 Singles Norsk （ノルウェー語のシングル限定）
- Topp 30 Albums Norsk （ノルウェー語のアルバム限定）